# Jakov Gotovac
Jakov Gotovac (Split, 1895. október 11. – Zágráb, 1982. október 16.) horvát zeneszerző és karmester. Operái közül az 1935-ben bemutatott Ero, a mennyetjárt vőlegény volt az első nagy sikere.

## Életpályája
Splitben született (amely akkoriban Ausztria-Magyarország része volt). Először jogot hallgatott Zágrábban, majd Josip Hatze, Cyril Metoděj Hrazdira és Antun Dobronić ösztönzésére, illetve támogatásával Bécsben zenét tanult Joseph Marx osztályában. 1920-tól foglalkozott zeneszerzéssel. 1923-ban Zágrábba költözött, ahol karmesterként és zeneszerzőként dolgozott. 1923 és 1958 között a zágrábi Horvát Nemzeti Színház operakarmestere volt.
Ero, a tréfacsináló című vígoperáját a zágrábi Horvát Nemzeti Színház 2020. január 21-én mutatta be Budapesten, az Erkel Színházban.

## Munkássága
Legismertebb műve kétségtelenül Ero s onoga svijeta, amelynek librettóját Milan Begović írta. A művet Ausztrália kivételével minden kontinensen előadták, és számos nyelvre lefordították. Csak Európában több mint 80 színházban játszották. 
Számos egyéb művet írt zenekarra, zongorára, továbbá vokális zenét.
Gotovac a késői nemzeti romantika képviselője volt, akit a horvát folklór inspirált. Zenéjében a homofón textúrákat és a meglehetősen egyszerű harmonikus struktúrákat kedvelte.

## Művei

### Zenekari művek
- Simfonijsko kolo op. 12 (1926)
- Pjesma i ples s Balkana op. 16 (1939)
- Orači op. 18 (1937)
- Guslar op. 22 (1940)
- Dinarka (1945)
- Bunjevačke igre (1960)

### Kórusművek
- 2 Scherza (1916)
- 2 Pjesme za muški zbor (1918)
- 2 Pjesme čuda i smijeha (1924)
- Koleda (1925)
- Dubravka op. 13  (1928)
- 3 momačka zbora (1932)
- Pjesme vječnog jada (1939)
- Pjesme zanosa (1955)

### Operák, daljátékok
- Morana op. 14 (1928–1930)
- Ero, a mennyetjárt vőlegény (Ero s onoga svijeta) op. 17 (1933–1935)
- Kamenik op. 23 (1939–1944)
- Mila Gojsalića op. 28 (1948–1951)
- Đerdan op. 30 (1954–1955)
- Dalmaro op. 32 (1958)
- Stanac op. 33 (1959)
- Petar Svačić op. 35 operaoratórium (1969)

## Képgaléria

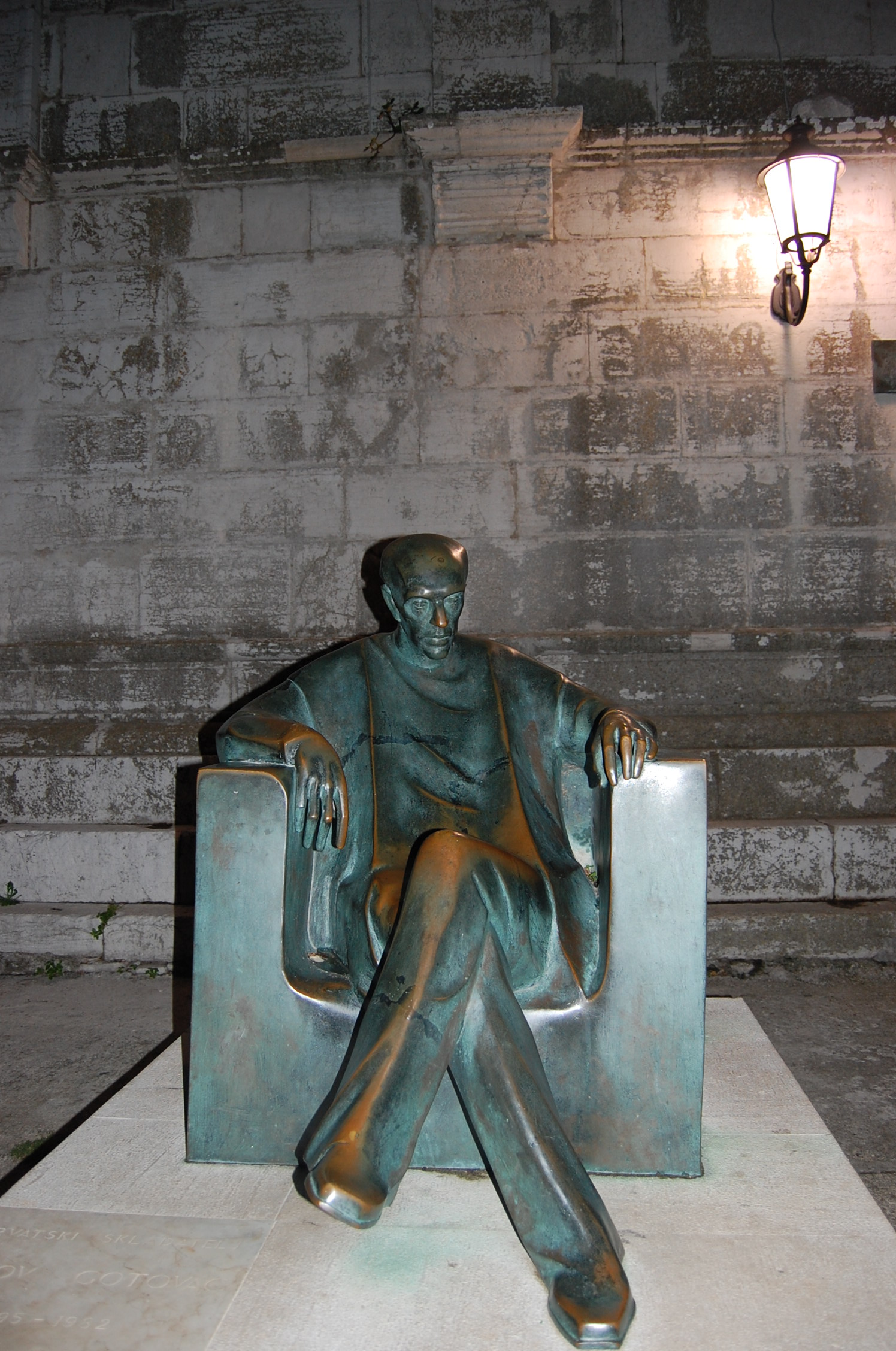
Gotovac emlékműve. Marija Ujević alkotása
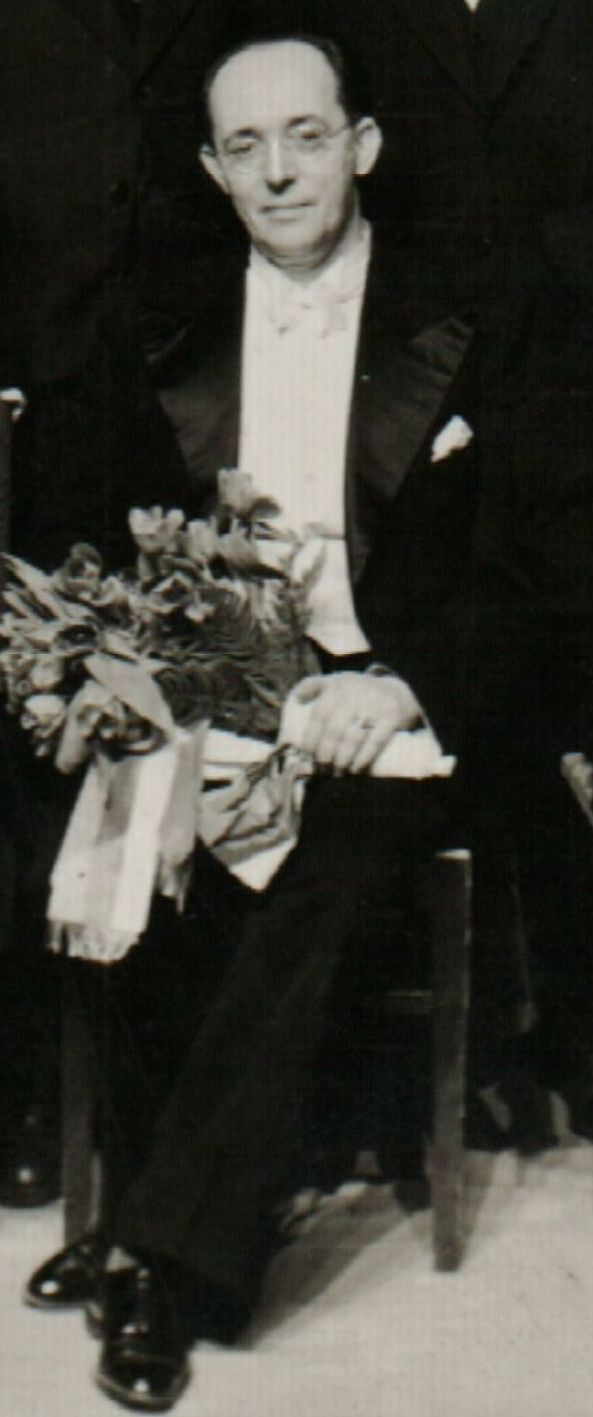
1940-ben Bulgáriában (részlet)
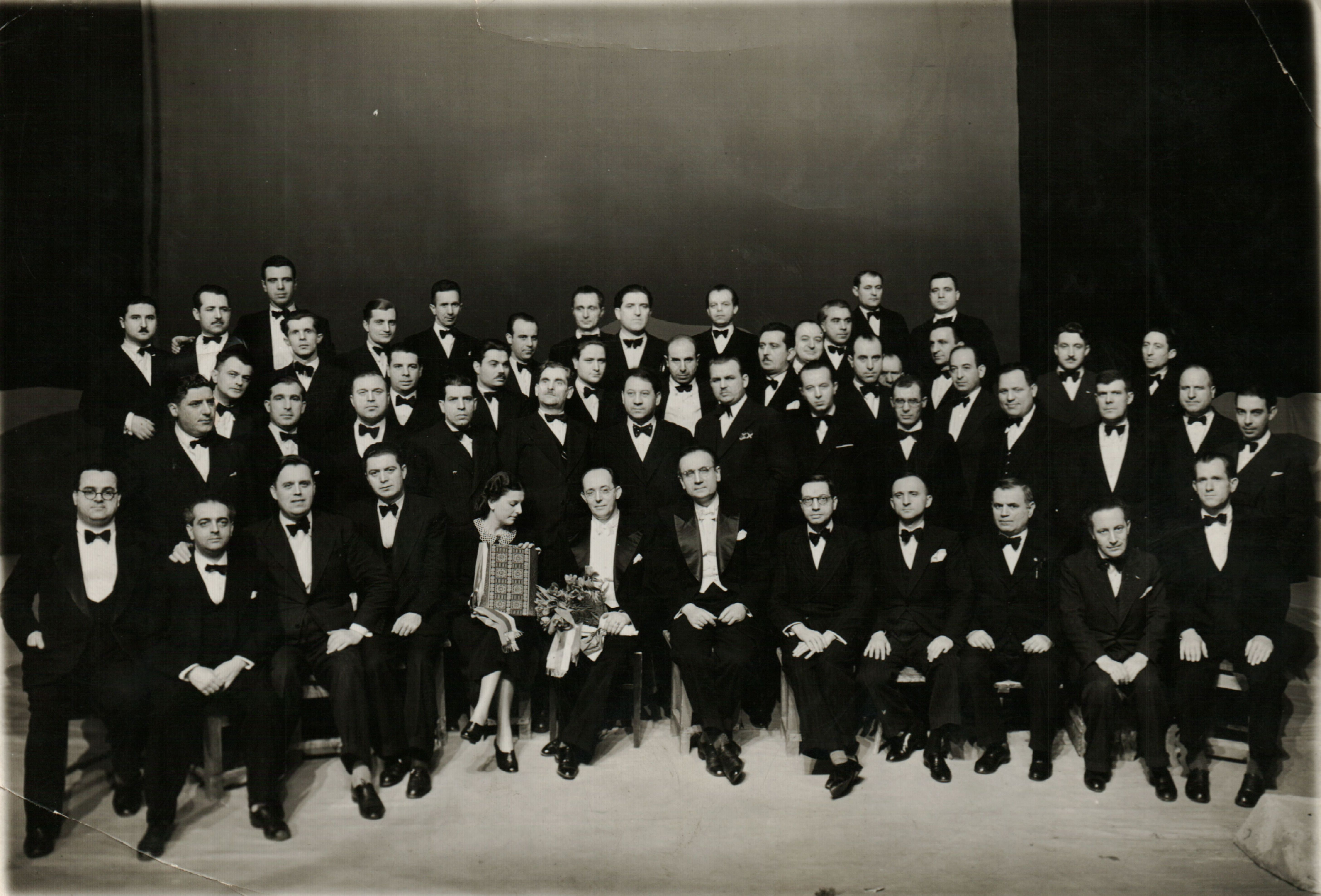
1940-ben Bulgáriában az Ero s onoga svijeta bemutatóján

## Fordítás
- Ez a szócikk részben vagy egészben  a   Jakov Gotovac című angol Wikipédia-szócikk ezen változatának fordításán alapul.  Az eredeti cikk szerkesztőit annak laptörténete sorolja fel. Ez a jelzés csupán a megfogalmazás eredetét és a szerzői jogokat jelzi, nem szolgál a cikkben szereplő információk forrásmegjelöléseként.